# 駐日アメリカ合衆国大使館
在日米国大使館（ざいにちべいこくたいしかん、英語: Embassy of the United States of America in Japan）は、アメリカ合衆国が日本に設置している大使館で、東京都港区赤坂一丁目10番5号に位置する。

## 業務
アメリカ合衆国連邦政府を代表して、隣接する霞が関地区に集中する日本国政府の中央省庁などと交渉や情報収集を主要業務とし、在日米軍再編問題、BSEに起因する米国産牛肉の輸入問題への対処、アメリカ文化の普及活動、アメリカ観光を促進するため米国各地の観光局や企業の斡旋も行っている。
札幌（札幌市中央区）、大阪・神戸（大阪市北区）、沖縄（浦添市）、名古屋（名古屋市中村区）、福岡（福岡市中央区）の領事館とともに、アメリカ合衆国の市民権を所持する者の支援や、米国を訪問する外国人へ査証の発券など領事業務を行っている。
米国内で提訴された民事訴訟の証言録取 (deposition) を日本で行う場合、日本法の弁護士法第72条（非弁活動の禁止）は、これをアメリカ大使館で実施するとしている。
宿舎は六本木二丁目（赤坂氷川神社の正面）に、立方体を積み重ねたような外観のタワー型3棟とコテージがある。年に2回、例年5月のバザールと8 - 9月頃のフレンドシップデーに一般開放される。

## 駐日アメリカ大使

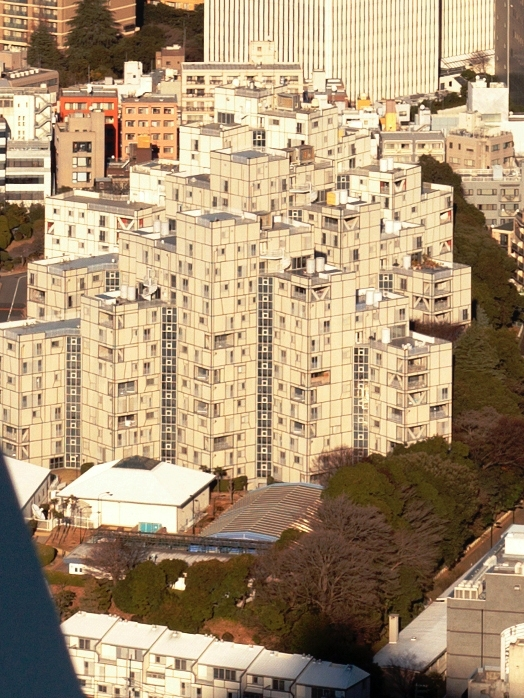
アメリカ大使館職員住宅
（東京都港区 / 六本木）

駐日アメリカ大使は、ジョージ・エドワード・グラスの就任が2025年（令和7年）4月8日に上院で賛成多数で承認され、同月18日に着任した。

## 敷地の賃貸料問題
大使館の敷地 (13,000平米)は日本の国有地であるが、その賃貸料をめぐって日米政府の主張が対立し交渉が難航していた。しかし、2007年12年に段階的な引き上げで合意した。
アメリカ側と1896年（明治29年）に交わした契約文書（永代賃貸券）では、年間の地代が400円（後に拡張した分を加えて409円）と当時の貨幣価値でも特典に近い額となっていた。時代にそぐわなくなったとして1939年（昭和14年）に外務省と大蔵省が値上げ交渉を開始。戦争をはさんで話し合いが続いたが、契賃貸契約か所有権かという点で主張が対立。長らく地代409円の時代が続いた。1974年（昭和49年）に大使館の建て替えを契機にアメリカ側が譲歩して改定交渉が妥結、過去5年間にさかのぼって年間の地代を63万円とすることが決定した。
その後も値上げ交渉が続けられたが、アメリカ側は引き続き明治時代の文書を引き合いに出し、「値上げの規定はなく、大幅な値上げには応じられない」と支払いを拒否するようになった。しかし最初の滞納の時効を控えた2007年（平成19年）12月10日に段階的な引き上げで合意し、米側は同日までに10年分の借地料7,000万円を支払った。今回の合意で1998 - 2007年分は年700万円とし、以後2008 - 2012年は年1000万円、2013 - 2027年は年1500万円に引き上げた。米国以外も英国などが国有地を賃借しているが借地料を滞納した例はない。

## 霊南坂
駐日アメリカ合衆国大使館の東側に「霊南坂」があり、「アメリカ大使館」の異名として通用した時代もある。
霊南坂（れいなんざか）は、赤坂1丁目と虎ノ門2丁目の境界を南西に上る坂道で、西側はアメリカ大使館、東側はホテルオークラ東京と大倉集古館である。
坂上一帯の旧町名は「赤坂区霊南坂町」（現在は港区赤坂1丁目）で、旧霊南坂町は1917年（大正6年）に辰野金吾が旧教会堂を建築した霊南坂教会がある。
坂名は、江戸時代のはじめに徳川家康、秀忠、家光と三代に渡る将軍に尊敬された僧の霊南が、赤坂溜池の南台に寺を創建して居住した「霊南庵」による。のちに霊南庵は、幕府が一帯を武家地に変更したことから芝高輪へ移転して「東禅寺（高輪東禅寺）」と改称した。高輪東禅寺は幕末、英国の仮公使館として使われた。

## 主な出来事
- 1945年
  - 9月8日 - 東京に移動したダグラス・マッカーサーを迎える。星条旗を掲げて入館式を実施[15]。
  - 9月27日 - 昭和天皇がマッカーサー元帥を訪ねて大使館を訪問[16]。
- 1958年4月1日、アメリカがエニウェトク環礁で行なおうとしている水爆実験に抗議、中止させるため、日本反戦学生同盟がデモ行進をした際に、警察の制止を振り切って敷地内に侵入（東京都公安条例事件）。
- 1967年8月31日 - 大使館の敷地内に男が侵入、正面玄関前に止まっていた自動車にガソリンがかけられて放火された[17]。
- 2006年10月24日 - 駐日アメリカ合衆国大使館から接続されたIPユーザーがウィキペディア日本語版の「朝鮮の歴史#近代」を削除し、「朝鮮に歴史なし 昔から中国、日本、偏狭蛮族の属国」との書き込みを行った[18][19]。
- 2022年8月8日 - 警備にあたっていた機動隊員が大使館前にいた男を職務質問して所持品を調べたところ、火薬が入ったコップが発見された。警視庁公安部は9月20日に男を火薬類取締法違反（所持）容疑で逮捕し、その後同法違反（製造）容疑で再逮捕した。男は調べに対し「アメリカ大使館に投げ入れるために来た」などと話したという[20][21]。罰金の略式命令を受けた[22]。
- 2023年4月 - 本大使館と大使公邸などで使用する電力について、二酸化炭素を排出しない発電設備で作られたものに切り替えることを発表した。同規模のアメリカ在外公館としては初めての取り組みであり、二酸化炭素排出量は年間1,857トン削減出来るとしている[23]。
- 2024年2月 - 日本国内のメディア（新聞や放送など）計115媒体9万点以上のアメリカに関係する記事を権利者には無断で大使館のサイトに転載した上で一般に公開していたことが沖縄タイムスから報じられた。サイトに関する作業が日本国内で行われていれば、同国の著作権法に抵触する可能性があるとしている[24]。